# Jeanne Arènes
Jeanne Arènes est une comédienne française. Elle remporte le Molière de la révélation théâtrale féminine le 2 juin 2014 pour sa performance dans Le Cercle des illusionnistes, mis en scène par Alexis Michalik.

## Biographie
Elle se forme au cours Florent de 2001 à 2005.

## Filmographie

### Cinéma

#### Longs métrages
- 2014 : Jamais le premier soir de Mélissa Drigeard
- 2015 : Bis de Dominique Farrugia
- 2015 : Qui c'est les plus forts ? de Charlotte de Turckheim
- 2018 : Les Chatouilles d'Andréa Bescond et Éric Métayer
- 2019 : Edmond d'Alexis Michalik
- 2019 : La Belle Époque de Nicolas Bedos
- 2019 : Deux moi de Cédric Klapisch
- 2020 : Une sirène à Paris de Mathias Malzieu
- 2020 : Les Parfums de Grégory Magne
- 2020 : Tout nous sourit de Mélissa Drigeard
- 2022 : Zaï zaï zaï zaï de François Desagnat
- 2022 : Irréductible de Jérôme Commandeur
- 2022 : Rumba la vie de Franck Dubosc
- 2022 : Le Médecin imaginaire d'Ahmed Hamidi
- 2022 : La Dégustation d'Ivan Calbérac
- 2022 : Une histoire d'amour d'Alexis Michalik
- 2023 : Hawaii de Mélissa Drigeard
- 2024 : La Famille Hennedricks de Laurence Arné
- 2025 : On ira d'Enya Baroux

#### Courts métrages
- 2012 : Fan de Shakespeare, de Laurent Ferraro et Matthias Castegnaro
- 2012 : Virginie et Paul, de Delphine Poudou
- 2012 : Monsieur Leroi, d'Henry Masnay
- 2020 : Camille et moi, de Marie Cogné

### Télévision
- 2011 : J'en crois pas mes yeux (websérie) de Henri Poulain (saison 2, épisodes 5 et 6)
- 2008 : Les 4 Deneuve : Pas connues, mais déjà stars de Jérémy Scialom : 10 formats courts
- 2019: Pitch de Baptiste Lecaplain
- 2019 : Le Grand Bazar de Baya Kasmi : Sylvie
- 2020 : Le Mensonge de Vincent Garenq
- 2021 : Les Héritières (téléfilm) de Nolwenn Lemesle : Mme Cauvine
- 2022 : Le Monde de demain :  Mireille Guillevic
- 2023 : Panda de Nicolas Cuche et Jérémy Mainguy : Esther

### Clip
- 2012 : Pornostar de Thierry Stremler, réalisé par Laurent Ferrar

### Publicités
- 2009 : Message in a bottle - Spot de la sécurité routière
- 2011 : Rio - La Promo - S. Loterstein
- 2012 : Qui va garder les enfants ? - Campagne Osez le féminisme !

### Voix
- Road Book :
  - Les 12 princesses et la lumière bleue des Frères Grimm, réalisé par Stéphane Labat
  - L'eau de la vie des Frères Grimm, réalisé par Stéphane Labat
  - La Rate au court-bouillon de San-Antonio, réalisé par Stéphane Labat

## Théâtre
- 2004 : Les fiancés de Loches de Georges Feydeau, mise en scène de Noémie Rosenblatt - Théâtre du Nord-Ouest
- 2005 : Juste la fin du monde de Jean-Luc Lagarce, mise en scène de Jean-Charles Mouveaux au Théâtre du Marais - Théâtre des Déchargeurs - tournée CDN
- 2007 : Retour à la citadelle de Jean-Luc Lagarce, mise en scène Jean-Charles Mouveaux au Théâtre du Marais - tournée
- 2008 : Les 4 Deneuve de Mélissa Drigeard et Vincent Juillet, mise en scène de Philippe Peyran-Lacroix au Théâtre Le Mery - Diffusion en première partie de soirée sur France 4 - Avignon Off – tournée
- 2009 : Vassa 1910 de Maxime Gorki, mise en scène de Gilberte Tsaï au CDN de Montreuil - tournée
- 2010 : Paroles d'étoiles mise en scène de Sally Micaleff au Théâtre de Sucy-en-Brie
- 2010 - 2014 : Masques et nez, mise en scène d'Igor Mendjisky - Ciné 13 Théâtre - Studio des Champs-Élysées - Théâtre Michel - Théâtre des Béliers, Avignon Off - tournée
- 2011 : J'ai toujours rêvé d'être une connasse, sauf moi de Clément Aubert, mise en scène d'Arnaud Pfeiffer au Ciné 13 Théâtre - Festival "Mise en capsules"
- 2011 : SARL Fait Divers de Pierre-Antoine Durand et Benjamin Bellecour, mise en scène de Benjamin Bellecour et Jonathan Cohen au Ciné 13 Théâtre - Festival « Faits Divers »
- 2012 : Eves, texte mise en scène de Chloé Ponce Voiron au Théâtre Notre-Dame - Avignon Off
- 2013 : Top Girls de Caryl Churchill, mise en scène de Aurélie Van Den Daele - Théâtre de l'Atalante
- 2013 : La mère de de Louise Pasteau - Festival Passe-Porte
- 2013 : Le laboratoire chorégraphique de rupture contemporaine des gens, création collective au Théâtre 13
- 2014 : Le Cercle des illusionnistes, texte et mise en scène d'Alexis Michalik - Théâtre La Pépinière : Catherine, Antonia, Louise, Margot, Mme Gabrielle, Jeanne la Libraire, la Cliente
- 2017 : Intra Muros d'Alexis Michalik, mise en scène de l'auteur, Théâtre 13
- 2023 : L'effet miroir de Léonore Confino, mise en scène Julien Boisselier, Théâtre de l'Œuvre
- 2025 : Le procès d'une vie de Barbara Lamballais et Karina Testa, mise en scène Barbara Lamballais, théâtre des Gémeaux, festival off d'Avignon

## Distinctions

### Récompenses
- Molières 2014 : Molière de la révélation théâtrale pour Le Cercle des illusionnistes

- Molières 2024 : Molière de la comédienne dans un second rôle pour L’effet miroir